# Mallén
Mallén è un comune spagnolo di 3 109 abitanti situato nella comunità autonoma dell'Aragona.